# 曼谷老友记
《曼谷老友记》是一部于2019年8月27日起至2019年11月19日，每周二晚上9时15分至10时25分（泰国时间）在GMM 25播出的泰国电视喜剧。此剧受到乐团LABANOON歌曲《ใจกลางเมือง》（英語："Jai Klang Mueng"）的启发，男主角是从2018年由GMM Bravo举办的选秀节目“BRAVO! BOYS”获胜的参赛者。

## 剧情简介
在泰国曼谷沙吞县中部的一栋小木屋里住着一群性格不同、职业不同的年轻打工一族。他们将在处理日常问题和追求浪漫的过程中面对生活的现实。

## 演员阵容
注：以下部分资料整理自：

### 主角
- Vayu Kessuvit（Few）饰演 Jungo
- Ekkaphon Deeboonmee Na Chumphae（Au）饰演 Takeshi
- Nuttapong Boonyuen（Max）饰演 Dave
- Thanadol Auepong（Parm）饰演 Krating
- Martin Sidel 饰演 Mikey
- 妮查潘·查采芃纳（Pearwah）饰演 Vanessa
- 娜露潘格慕·柴辛（Praew）饰演 Jim
- Jidapa Siribunchawan（Jida）饰演 Ibiza

### 配角
- Janya Thanasawaangkoun（Ya）饰演 Somsri
- Krunnapol Teansuwan（Petch) 饰演 Vanessa的父亲
- Phakphol Tanpanit（RoodBus）
- Kitti Cheawwongkul（Kleur）饰演 Jim的父亲
- Jah Deth Teng Hortnarong 饰演 Jah Deth
- Everest Moe 饰演 Eve
- Trung Hieu Le 饰演 Hieu
- 帕文·库卡拉尼亚维奇（Win）饰演 Suki

### 客串角色
- Warinda Damrongphol（DJ Dada）
- Isariya Patharamanop（Hunz）饰演 Hunz
- Thanachar Paosung（Net）
- 王敏成（Khaonah）饰演 记者（第9集）
- 塔纳文·提拉珀苏卡恩（Louis）饰演 Louis（第13集）

## 制作

### 选角
以下列表为《BRAVO! BOYS》选秀节目的五强选手：
| 姓名                                  | 职业           |
| ------------------------------------- | -------------- |
| Vayu Kessuvit（Few）                  | 见习消防员     |
| Ekkaphon Deeboonmee Na Chumphae（Au） | 日本铁板烧厨师 |
| Martin Sidel                          | 花店员工       |
| Thanadol Auepong（Parm）              | 灯光师         |
| Nuttapong Boonyuen（Max）             | 健身模特       |